# Cosmorhoe lyncea
Cosmorhoe lyncea är en fjärilsart som beskrevs av Fabricius 1775. Cosmorhoe lyncea ingår i släktet Cosmorhoe och familjen mätare. Inga underarter finns listade i Catalogue of Life.